# Taymouth Castle

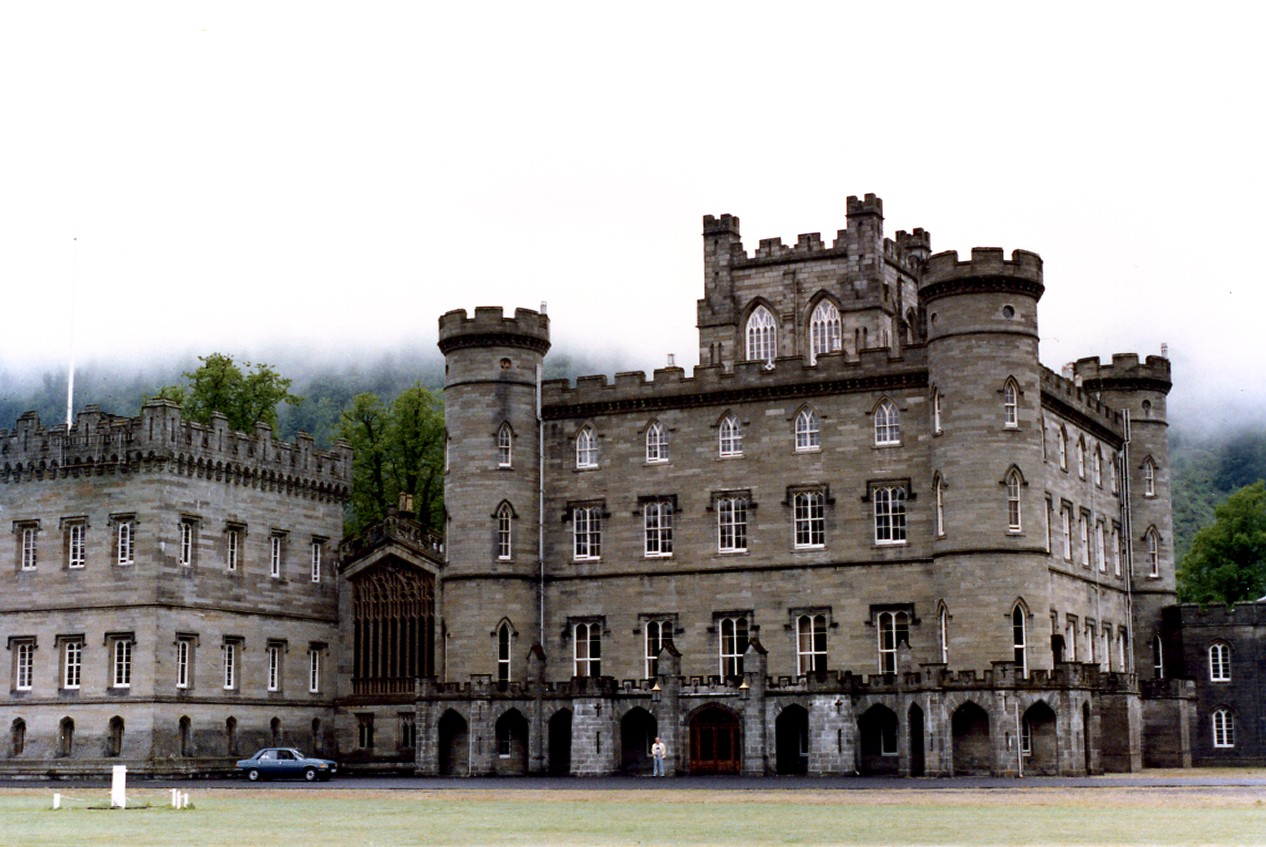
Hauptgebäude von Süden

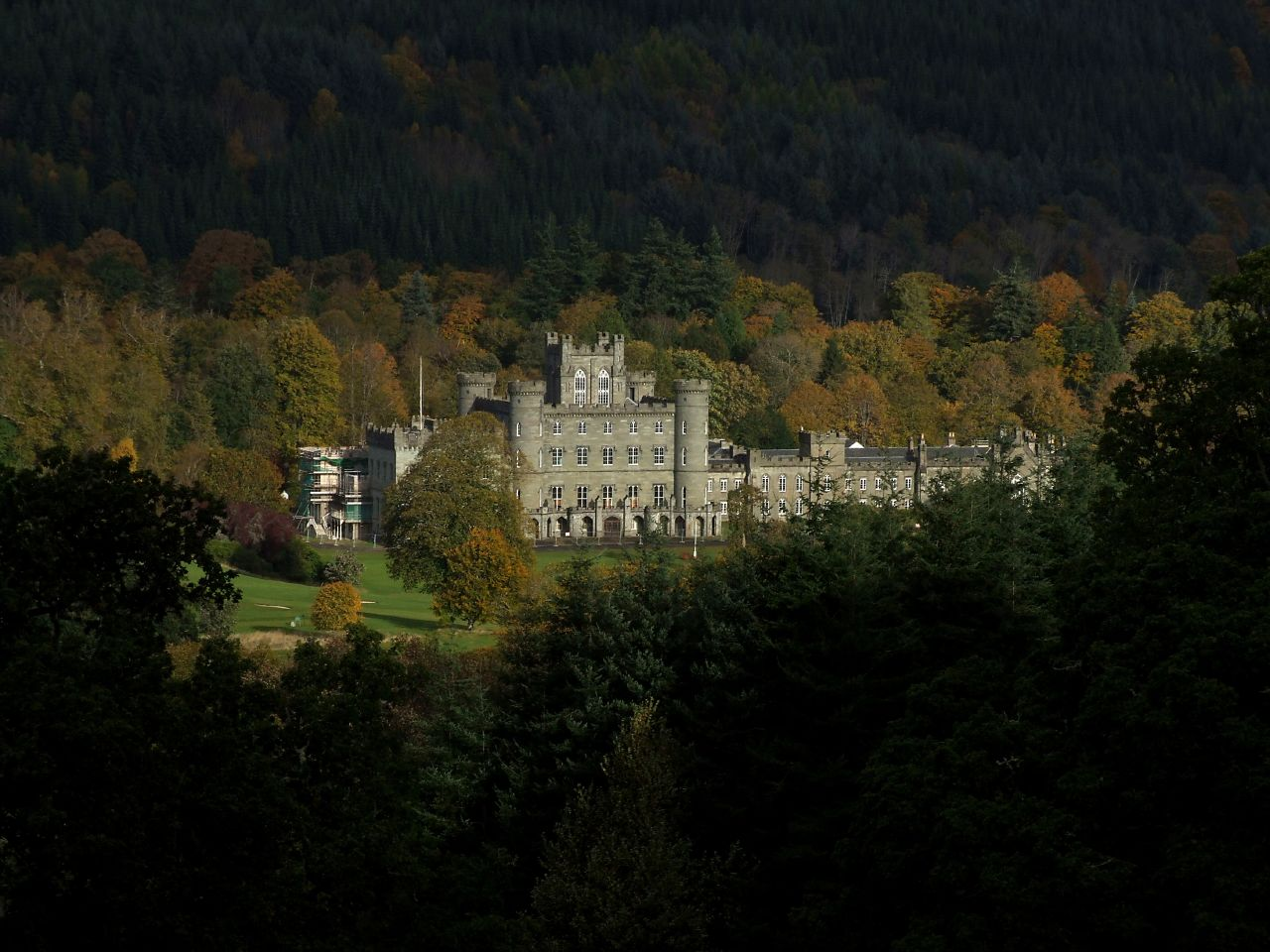
Gesamtansicht von Norden

Taymouth Castle ist ein zu Beginn des 19. Jahrhunderts im neugotischen Stil errichtetes Schloss in den schottischen Highlands. Es liegt nordöstlich des Dorfes Kenmore in der Grafschaft Perthshire im Verwaltungsbezirk Perth and Kinross.

## Geschichte
Das heutige Schloss steht an jenen Ort, an dem sich zuvor das um 1550 gebaute Bulloch Castle befunden hatte, welches für den Bau des wesentlich größeren Taymouth Castle abgerissen wurde. Bulloch Castel war seit dem Mittelalter im Besitz der Campbells of Breadalbane, die zu Beginn des 19. Jahrhunderts die größten Landbesitzer Schottlands waren. Dieser Reichtum erlaubte es ihnen, mit dem Bau von Taymouth Castle als repräsentativen Familiensitz zu beginnen. Die Bauarbeiten zogen sich über mehrere Jahrzehnte hin. Der Zentralbau mit den vier Ecktürmen wurde 1806 nach Plänen von James und Archibald Elliot vollendet. Die weitgehende Fertigstellung der Gesamtanlage folgte aber erst 1842 aus Anlass des Besuchs von Königin Victoria auf Taymouth Castle. Einige Details wurden dem Schloss noch in den Folgejahren hinzugefügt. Die Campbells of Breadalbane investierten vor allem in den Innenausbau. Im Schloss befinden sich zahlreiche Deckenmalereien von Cornelius Dixon und Stuckarbeiten von Francis Bernasconi. Die Innenarchitektur einiger Räume wurde vom damals renommiertesten schottischen Architekten James Gillespie Graham entworfen. Die Einrichtung bestand ausschließlich aus exklusiven Möbeln. 
Bis zum Ende des Ersten Weltkrieges diente Taymouth Castle, wofür es geplant war, als Familiensitz der Campbells of Breadalbane. Bald nach dem Krieg musste die Familie die extrem teure Residenz aber verkaufen. Das Schloss wurde in den Jahren bis zum Zweiten Weltkrieg als Hotel genutzt und die umliegenden Parkanlagen in einen Golfplatz umgewandelt. Während des Zweiten Weltkrieges wurde das Schloss von der britischen Regierung konfisziert und diente als Rehabilitationshospital für Kriegsversehrte. Nach dem Krieg wurde das Schloss als Hauptquartier der schottischen Zivilverteidigung und als Schule für US-amerikanische Soldatenkinder genutzt.

## Taymouth Castle heute
Heute befindet sich das Schloss in Privatbesitz und steht seit einigen Jahren leer. Aufgrund von Sicherheitsvorschriften ist es zurzeit nicht öffentlich zugänglich, wird aber vom Eigentümer in seiner Substanz erhalten. Die opulente Innenarchitektur ist trotz der vielfältigen Nutzung im 20. Jahrhundert nahezu unversehrt erhalten geblieben, die ursprünglich vorhandene Inneneinrichtung aber weitgehend abhandengekommen. Eine eventuelle Nutzungsmöglichkeit des Schlosses in der Zukunft wäre sein Umbau zu einem Luxushotel.